# XviD4PSP
XviD4PSP — конвертер відео файлів для ОС Windows та OS X. Дозволяє конвертувати більшість популярних відео і аудіо файлів. Має готові пресети для різних пристроїв, в тому числі і для iPhone, iPad, Sony PSP, Sony PS3, Sony PS4, Apple TV, та ін.

## Можливості
- Можливість налаштувати параметри кодеків.
- Автоматична обрізка чорних смуг.
- Підтримка популярних форматів.
- Підтримка Drag-and-drop.
- Підтримка ресемплінгу і розкладки каналів.
- Має готові пресети.
- Створення логів.
- Відображає стан завантаженості процесора і ОП в реальному часі.
- Вбудований пошук медіафайлів.

Імпортовані формати: AVI, DIVX, ASF, MPG, MP4, MPE, M2V, MPEG, VOB, TS, M2P, D2V, MOV, QT, 3GP, HDMOV, RM, RAM, RMVB, RPX, SMI, SMIL, MKV, OGM, WMV, DVR-MS, FLV та ін.
Експортовані формати: AC3, AAC, MP3, MP2, MP4, M4V, M4A, OGG, WAV, WMA, AMR, AVI, DV, FLV, MPEGTS, MPEGPS, MKV, MKA, MOV, 3GP, WEBM, WMV, ASF.

### Пресети для пристроїв
Sony: PSP, PS3, PS4, Ericsson K610, Ericsson K800.
Apple: iPod, iPhone, iPad, Apple TV, iMovie iOS.
Nokia: Nokia N8, Nokia N900, Nokia 5700, Nokia S60v5, Nokia X6.
Інші: Xbox 360, YouTube, DVD Player SD, DVD Player HD, iRiver Clix 2, HTC Touch Diamond 2, Samsung Galaxy Tab 1010, Archos 5G, BlackBerry 8100, BlackBerry 8800, BlackBerry 8830, LG Prada, Motorola K1 та ін.

## Відмінності версій
Xvid4PSP 5.0 — вимагає встановлення, залежить від системних кодеків. На даний момент розробка цієї версії зупинена. Після виходу наступних версій, автор відкрив сирцевий код продукту, та розповсюджує програму під ліцензією GNU GPL v2. Останнє оновлення 7 квітня 2015 року.

### Переваги 7.0 над версією 6.0
- Не має жодних залежностей і не вимагає інсталяції — працює на «голій» системі.
- Працює не тільки на Windows, але і на Mac.
- Свіжіші кодеки.
- Більше кодерів: x262, x264 10-біт, x265, якісний AAC-HE / LC кодек.
- x26X сімейство кодеків може приймати будь-які настройки через CLI інтерфейс.
- Вміє робити 2X деінтерлейс без втрати плавності і різними способами.
- Більше деінтерлейс фільтрів.
- Обробляє інтерлейсні ролики без втрати якості і інтерлейсу.
- Вміє працювати з метаданими.
- Вміє завантажувати мета дані про фото / фільм / серіал з інтернету.
- Можна переносити метадані з одного файлу в інший.
- Можна додавати / прибирати обкладинки.
- Вміє працювати з закладками — копіювання, створення, парсинг, експорт.
- Окремий і точніший рушій для читання BluRay і DVD.
- Ідеальна синхронізація при роботі з BluRay, що складаються з великої кількості шматків.
- Краще справляється із копіюванням — не псує плавність і копіює більше типів стрімів.
- Вміє копіювати із застосуванням декодера (режим Smart) — точне відновлення пошкоджених або кривих таймкодів.
- Має гнучкі ступінчасті пресети для кодеків.
- Може об'єднувати різні типи файлів.
- Вміє динамічно аналізувати якість стиснення будь-яким кодеком PSNR і SSIM метриками.
- При наявності джерела вміє аналізувати якість в уже перекодованих файлах.
- Зміна налаштувань фільтрів динамічно модифікує пресет формату.
- Можна нарізати один або кілька файлів по декільком точкам обрізки.
- Може переварити більше типів файлів і декодувати більше рідкісних кодеків.
- Програма активно розвивається.

### Переваги 6.0 над версією 5.0
- Не залежить від системних кодеків.
- З кожним новим оновленням ви отримуєте й новітні версії кодеків.
- Більш компактний розмір програми.
- Більш зручна пакетна обробка.
- Значно швидша робота з файлами.
- Можна самому створити пресет формату під свій пристрій.
- Більше налаштувань для x264 кодека.
- Швидке сканування гучності.
- Швидке сканування інтерлейсу.
- Широкий спектр форматів і кодеків на вихід.
- Підтримує декілька аудіо доріжок.
- Ви можете зупинити кодування в будь-який момент і отримаєте 100% робочий файл.
- Швидке превью в реальному часі для всіх фільтрів.
- Візуальний кроп.
- Швидкий автокроп з аналізом всього фільму.
- Передбачуваний результат.
- Робота з текстовими субтитрами.
- Дозволяє самому перевести програму на рідну мову.
- Більше форматів для виведення.
- Перехід в превью по ключовим і по звичайними кадрам.
- Працює при включеному UAC.
- Працює з мережевими дисками.
- Не створює тимчасових файлів.
- Може бути запущена без установки залежностей і минаючи пошкодження системи — portable збірка.
- Підтримує Unicode шляхи.
- Вміє швидко робити візуальне сканування інтерлейсу.
- Вміє малювати спектрограми для звукових доріжок.
- Вміє в реальному часі показувати результат downmixing та remap-у каналів.
- Має вбудований медіа плеєр, що не вимагає установки кодеків.
- Інсталятор вміє сам завантажувати та встановлювати всі необхідні залежності.

### Чому версії 6.0 і 7.0 менші ніж 5.0
Версії 6.0 і 7.0 не містить жодної чужої програми — тільки lib компоненти, які займають в десятки разів менше місця, тому що не дублюють шматки коду, не містять GUI і скомпільовані в єдине ядро WinnydowsMediaLib. При цьому внутрішній потенціал версій 6 та 7 в рази вище, ніж у 5 — повний контроль над усіма процесами.